# Peter Kluge
Peter Franz Ernst Kluge (ur. 17 lipca 1891 w Dyneburgu, zm. ?) – niemiecki dziennikarz i polityk, poseł do Łotewskiej Rady Narodowej (1918–1920) oraz Sejmu Ustawodawczego Łotwy (1920–1922). 

## Biogram
Uczył się w szkole św. św. Piotra i Pawła w Petersburgu, Gimnazjum św. Mikołaja i szkole katedralnej w Rewlu. Od 1915 do 1916 przechodził szkolenie w Szkole Wojennej w Moskwie, a w latach 1916–1918 odbywał służbę w wojsku carskim. W 1918 znalazł się wśród członków Związku Młodych Bałtów (Jungbaltenbund). Był członkiem Niemieckiej Partii Bałtyckiej (Deutsch-Baltische Partei) oraz Partii Postępu (Fortschrittliche Partei; pełnił obowiązki prezesa w Lipawie). W 1918 zasiadł w Łotewskiej Radzie Narodowej jako przedstawiciel Kurlandii. W 1920 wybrany posłem na Sejm Ustawodawczy. Po 1922 redagował pismo "Rigasche Nachrichten".